# 斯米諾夫峰
71°43′S 10°38′E / 71.717°S 10.633°E
斯米諾夫峰（英語：Smirnov Peak）是南極洲的山峰，位於東部南極洲的毛德皇后地，屬於奧爾萬山脈中謝爾巴科夫山脈的一部分，海拔高度2,105米，挪威的製圖師根據測量和空中照片把該山嶺繪入地圖。